# Muchovník

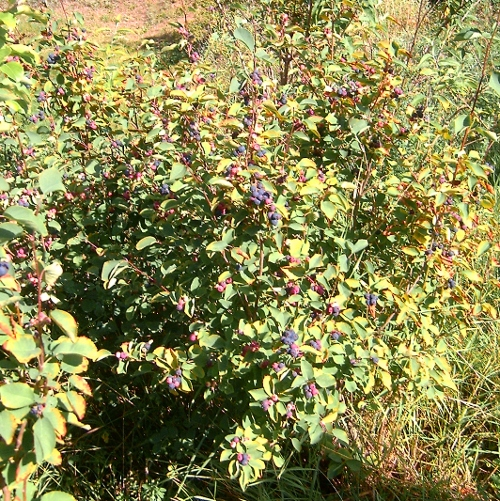
Muchovník vejčitý (Amelanchier ovalis), habitus

Muchovník (Amelanchier) je rod s asi 20 druhy keřů a malých opadavých stromů z čeledi růžovitých.

## Rozšíření
Rod je původní v teplých oblastech severní polokoule, roste především v těchto oblastech na stanovištích, kde probíhá stadium rané sukcese. Nejvíce druhů je v Severní Americe, obzvláště v USA a Kanadě. V Evropě je původní muchovník oválný (Amelanchier ovalis), výskytem zasahuje až na jižní Slovensko. Dříve se vyskytoval jen na vápencích Karpat, nyní i díky pěstování v zahrádkách zplaňuje. V USA muchovník roste jako původní dřevina ve všech státech, kromě Havaje. Dva druhy muchovníku najdeme v Asii. Tyto rostliny jsou zahradnicky cenné a jejich plody jsou důležité pro divoká zvířata. Lidem je ovoce muchovníku téměř neznámé, k jídlu jej průmyslově pěstují jen v některých lokalitách, dříve se sušené užívaly jako náhražka hrozinek. Dříve nebylo jasné druhové řazení muchovníků. 

## Popis

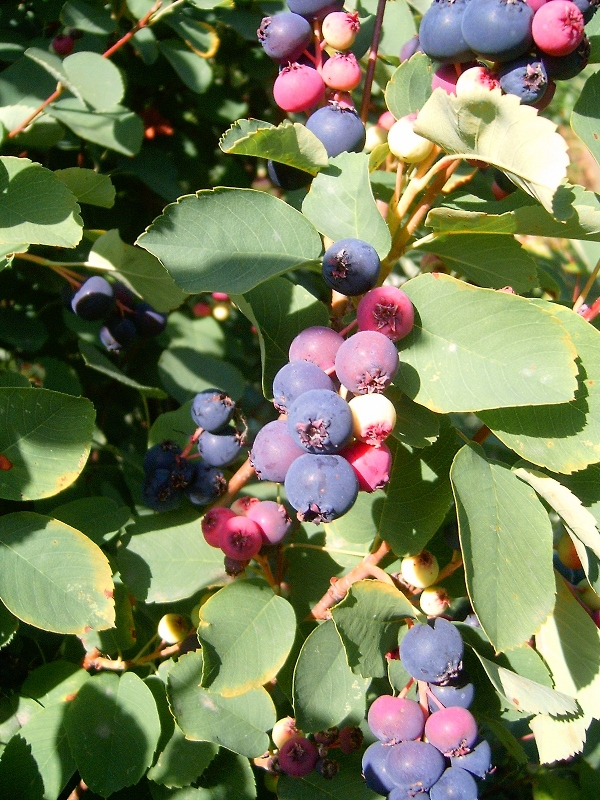
Muchovník vejčitý (Amelanchier ovalis), plody

Muchovníky rostou do 0,2–20 m výšky jako řídké dřevité keře nebo malé stromy se vzpřímenými kmínky. Kůra je šedá nebo méně často hnědá, hladká nebo popraskaná u starších stromů. Listy jsou opadavé, řapíkaté, střídavé, jednoduché, různě eliptické až kulaté, 0,5–10 × 0,5–5,5 cm velké, od tenkých po kožovité, s povrchy hladkými nebo hustě ochlupenými v květu a v dospělosti. Listy se na podzim výrazně barví do červena, nebo oranžova. Květenství je sestavené ve vzpřímených, nebo převislých hroznech, s 1–20 květy, a to buď v seskupení jednoho až čtyř květů, nebo hroznu s 4–20 květy. V květu je pět bílé (vzácně poněkud růžových) kulatých lístků, 2,6–25 mm dlouhých. Květy některých druhů se objevují na začátku jara, v březnu, další kvetou ještě v červnu. Letní kvetení je cenné, protože jde o období, kdy kvete jen málo keřů. Plodem je malvice, v barvě od červené přes fialovou až po téměř černou, 5–15 mm velká, ve škále chutí od nasládlé, šťavnaté po suchou a mdlou. Zraje v létě. Chuť plodů je v popisech zkreslována.

## Vybrané druhy
Severoamerické druhy v taxonomii jsou uvedeny ve Flora of North America . Asijské druhy jsou uvedeny ve Flora of China a evropské druhy ve Flora Europaea.
- Amelanchier alnifolia – muchovník olšolistý[4]
- Amelanchier amabilis – [5]
- Amelanchier arborea – m. stromovitý[6]
- Amelanchier asiatica – m. asijský,[7]
- Amelanchier bartramiana – m. Bertramův [8]
- Amelanchier canadensis muchovník kanadský[9]
- Amelanchier cusickii – m. Cusického
- Amelanchier fernaldii –
- Amelanchier florida – m. květnatý
- Amelanchier gaspensis –
- Amelanchier grandiflora – m. velkokvětý
- Amelanchier humilis – [10]
- Amelanchier laevis – m. hladký[11]
- Amelanchier lamarckii[12]
- Amelanchier interior[13]
- Amelanchier neglecta – m. přehlížený
- Amelanchier nantucketensis – Nantucket serviceberry
- Amelanchier obovalis – m. opakvejčitý
- Amelanchier ovalis – m. oválný [14]
- Amelanchier sanguinea – m. krvavý [15]
- Amelanchier sinica – [16]
- Amelanchier spicata – m. klasnatý Thicket shadbush, amélanchier en épis[17]
- Amelanchier utahensis – m. utažský, Utah serviceberry[18]

## Etymologie
Název Amelanchier je pravděpodobně odvozen od provensálského slova pro strom Amelanchier ovalis. Americké jméno serviceberry pochází z podobnosti s ovocem podobajícím se evropským jeřabinám. Juneberry odkazuje na určitý druh ovoce zrající v červnu. Jméno Saskatoon vzniklo z indiánských jmen misâskwatômina (misāskwatōmina, misaaskwatoomina) pro Amelanchier alnifolia. Město Saskatoon, Saskatchewan je pojmenováno podle něj. České botanické jméno pro Amelanchier je muchovník.

## Ekologie
Okusem zvěří netrpí, ale průchod skrze muchovníky si oblíbili jeleni a králíci a těžké ušlapání může potlačovat přirozenou obnovu. Housenky můr a jiný býložravý hmyz mají také chuť na muchovníky. Mnoho hmyzu a chorob, které napadají ovocné stromy, napadají také muchovníky, především rzi a houby. V letech, kdy se květ muchovníků kryje s květem divokých růží, mohou včely šířit bakteriální choroby. V ČR muchovníky významnými chorobami a škůdci netrpí.

## Použití
Plody muchovníku mají místo v lidovém léčitelství, obsahují velké množství vitamínu C, vitamín B2, barviva (anthokyany, kterým se přisuzuje účinnost proti rakovinnému bujení) a zdraví prospěšné minerály. Plody celkově podporují odolnost organismu, působí preventivně proti žaludečním chorobám a při onkologických onemocněních je možné plody muchovníku podávat jako podpůrný doplněk stravy. Při žaludečních a střevních potížích může být podáván čaj ze sušených listů.
V Kanadě se plod zvaný Saskatoon Berry sklízí komerčně. Známé jídlo původních amerických obyvatel (indiánů), pemikan (pemmican) často obsahovalo kromě sušeného masa s tukem právě sušené plody muchovníku. Stonky muchovníku byly pak často používány k výrobě šípů. Některé druhy muchovníků jsou velmi oblíbené okrasné keře, pěstované pro květy, kůru a pro krásu podzimního barevného listí.

## Pěstování
Všechny muchovníky potřebují podobné podmínky. Pokud mají dobře růst, vyžadují zejména dobré osvětlení, ale všechny snášejí i polostín. Důležitá je dobrá drenáž a proudění vzduchu (jinak trpí listovými chorobami). Snášejí zakouřené ovzduší. Většina druhů je v ČR mrazuvzdorná. Muchovník olšolistý snáší mrazy až –40 °C. Vhodná je vláha během suchého období, ale snášejí dobře i sucho. Na zvláštní péči tedy náročné nejsou, můžeme je přihnojovat běžnými průmyslovými hnojivy, jejich vegetativní růst není po dosažení asi 1m výšky i s přihnojováním nijak silný. Přijatelné půdní podmínky pro muchovníky jsou téměř všude mimo vlhká místa.
Dřevo je hnědé, pevné a těžké. Vnitřní část je načervenale hnědá a dřevo je světlejší barvy. Může být použito pro rybářské pruty.

## Rozmnožování
Rozmnožuje se výsevem na jaře, dělením a štěpováním. Muchovník se štěpuje snadno, roubování na další druhy, jako jsou hloh (Crataegus) a jeřáb (Sorbus), jsou často úspěšné. Po naroubování pozorujeme po určité době slábnutí růstu.
Je běžně uváděno, že Amelanchier lamarckii, široce pěstovaný a naturalizovaný v Evropě, kam byl přivezen v 17. století, je původem ze Severní Ameriky, pravděpodobně z východní Kanady. V současné době není známo, že by se vyskytoval ve volné přírodě, a je pravděpodobně hybridního původu, jako kříženec mezi A. laevis, a buď A. arborea nebo A. canadensis.